# Victoria Hand
Victoria Hand es un personaje que aparece en los cómics publicados por la editorial estadounidense Marvel Comics, en particular en los que aparece la organización S.H.I.E.L.D., de la que Victoria es miembro. En los cómics es mostrada como una agente altamente competente de S.H.I.E.L.D. y otras organizaciones de espionaje.
Saffron Burrows interpretó al personaje en la primera temporada de la serie de televisión Agents of S.H.I.E.L.D., mientras que Rachele Schank interpretó a una versión más joven del personaje en la séptima temporada de la misma serie.

## Historia de publicación
Victoria Hand fue creada por Brian Michael Bendis y Mike Deodato, apareció por primera vez en The Invincible Iron Man #8 (2008) escrito por Matt Fraction con dibujo de Salvador Larroca. Aunque Dark Avengers #1 apareció después, escrito por Bendis y con dibujo de Deodato, en la continuidad del universo Marvel su aparición en Dark Avengers es considerada la primera de todas.
Victoria apareció como un personaje secundario en la serie New Avengers del #1 (agosto de 2010) hasta la muerte del personaje en el #32 (diciembre de 2012).

## Biografía ficticia
Victoria Hand se introdujo inicialmente como una contadora de S.H.I.E.L.D. que tenía una relación romántica con una agente llamada Isabelle, quien tenía creencias diferentes a ella sobre la guerra contra el terrorismo. Tres años antes de Invasión Secreta, Victoria envió a Nick Fury, director de S.H.I.E.L.D., una carta sobre cómo estaba llevando la guerra contra el terrorismo y su preocupación de que estaba haciendo un mal trabajo. Isabelle le había pedido a Victoria no enviar la carta, pero cuando esta fue recibida, Victoria fue transferida a una base de S.H.I.E.L.D. en Portland. La relación con Isabelle terminó por el enojo de esta debido a que Victoria ignoró su consejo.
Durante el arco argumental «Dark Reign», Norman Osborn fue ascendido a líder de S.H.I.E.L.D., la cual desmanteló y transformó en H.A.M.M.E.R., después nombró a Victoria como Directora Adjunta de la organización por mostrar oposición a los anteriores directores de S.H.I.E.L.D.. Victoria apoyó a Osborn en su plan de tener a villanos, en lugar de héroes, a su servicio, creyendo que Osborn lograría paz en el mundo. Demostró cierto nivel de autoridad al darle a Moonstone la posición de su segundo al mando de los Vengadores, a pesar de las protestas de Osborn, y encontró un acrónimo para H.A.M.M.E.R..
Victoria fue enviada con Moonstone para neutralizar a Bruce Banner, ahora sin poderes. Ambas encuentran a Bruce Banner, acompañado de su hijo Skaar, y restauran los poderes de radiación gamma de Banner.
Victoria estuvo al frente del equipo del Helitransporte que asedió a Asgard y fue arrestada después de la batalla. Al ser entrevistada por Capitán América, Victoria dijo que no se arrepentía de nada y que trataba de ayudar al mundo, en respuesta, le fue asignada una posición en el nuevo equipo de Capitán América, lo que la tomó por sorpresa.
Victoria fue asignada como la coordinadora de los Nuevos Vengadores, pero algunos de los integrantes del equipo no confían en ella, particularmente Spider-Man; Jessica Jones tampoco confía en Victoria porque le apuntó un arma a ella y a su hija. Victoria es contactada por H.A.M.M.E.R. para que se una ellos, pero en su lugar le da su ubicación a los Nuevos Vengadores y en el encuentro entre ambos equipos Pájaro Burlón queda herida de gravedad.
En un encuentro con Superia, la jefa actual de H.A.M.M.E.R., Victoria afirma que su traición a H.A.M.M.E.R. es una estratagema para ganar la confianza del Capitán América. En otra operación de lo Nuevos Vengadores, Superia es capturada y el equipo recupera un suero experimental para tratar a Pájaro Burlón.
Después de que un nuevo equipo de Vengadores Oscuros de Orsborn ataca, Victoria revela que es un agente triple, fingía trabajar para el Capitán América mientras fingía trabajar para Norman Osborn, pero en realidad sí trabajaba para el Capitán América. Ayudó a los Nuevos Vengadores en una misión para rescatar al Capitán América, que había sido capturado, y Daredevil confirma que dice la verdad sobre sus lealtades.
Victoria es poseída por Daniel Drumm durante un ataque a los Nuevos Vengadores para vengar la muerte de su hermano Doctor Vudú. Controlada por Daniel Drumm, es obligada a matar a Daimon Hellstrom y Jennifer Kale.  Victoria es llevada al Plano Astral por el Doctor Strange, donde es asesinada por Drumm, antes de ser derrotado por los Vengadores.
Una estatua de Victoria fue erigida en la Mansión de los Vengadores y el Capitán América la declara «una de nosotros».

## En otros medios

### Televisión
Victoria Hand aparece en Agents of S.H.I.E.L.D., interpretada por Saffron Burrows.
- Aparece por primera vez en el episodio «The Hub» de la primera temporada, como directora del Hub.[20] En el episodio «The Magical Place», Victoria Hand dirige la búsqueda por Phil Coulson después de que es secuestrado por Raina y Edison Po.[21] En el episodio «End of the Beginning», Victoria forma parte de un equipo organizado para encontrar al Clarividente y Deathlok.[22] En el episodio «Turn, Turn, Turn», ella trata de identificar a infiltrados de Hydra, y lidera un equipo para eliminarlos. En el proceso, ella captura al traidor de S.H.I.E.L.D., John Garrett, quien es expuesto como un agente doble con la intención de enviarlo a la base de S.H.I.E.L.D., el Fridge, pero es asesinada por Grant Ward.[23]
- En el episodio «One Door Closes» de la temporada 2 se dio a entender que Victoria tenía amistad con Isabelle Hartley.[24]
- En el episodio «All the Madame's Men» de la temporada 4, Grant Ward mencionó que Victoria Hand lo contacto para unirse a S.H.I.E.L.D. después de que fue arrestado por iniciar un incencio.[25]
- Una versión joven de Victoria aparece en los dos episodios finales, «The End is At Hand» y «What We're Fighting For», interpretada por Rachele Schank. Tras el ataque de los Chronicom a las bases de S.H.I.E.L.D. en 1983, Hand y los agentes sobrevivientes se reagrupan en una casa segura de Nueva York y ayudan a los agentes actuales de S.H.I.E.L.D. a regresar a su época.[26][27]